# 1656 w literaturze
Wydarzenia literackie w 1656 roku.

## Zmarli
- Johan van Heemskerk, poeta holenderski